# Нидершёнхаузен
Ни́дершёнхаузен (нем. Niederschönhausen) — район Берлина, бывший самостоятельным сельским населённым пунктом в федеральной земле Бранденбург до образования Большого Берлина в 1920 году. После административной реформы 2001 года Нидершёнхаузен в статусе района включён в северо-восточный административный округ Берлина — Панков.

## Наименование и расположение
Название сельского поселения на месте современного района Нидершёнхаузен первоначально было Шёнхаузен (нем. Schönhausen), что в переводе означает: schön — прекрасно, hausen — проживать. Добавление: nieder — нижний (в отличие от оber — верхний) объясняется тем, что до 1920 года Нидершёнхаузен входил в бранденбургский округ Ни́дербарним (нем. Landkreis Niederbarnim). Нижний и верхний Барним (Niederbarnim und Oberbarnim) — это цепь холмов на возвышенности Барним. Основание Шёнхаузена относят к началу XIII-го столетия, а первые документальные упоминания — к 1376 году.
Современный район Нидершёнхаузен расположен в западной части округа Панков и граничит с районами Панков, Францёзиш-Буххольц, Розенталь, Вильгельмсру, а также с соседним административным округом — Райниккендорф.
На языке сегодняшнего Берлина сокращённое название Шёнхаузен подразумевает именно район Нидершёнхаузен и не относится к двум другим районам Берлина, расположенным в административном округе Лихтенберг, со схожими названиями — Альт-Хоэншёнхаузен (нем. Alt-Hohenschönhausen) и Ной-Хоэншёнхаузен (нем. Neu-Hohenschönhausen).
Нидершёнхаузен включает в себя три микрорайона:
- Шёнхольц[нем.] в западной части района

- Маяковскиринг[нем.] в центре района

- Нордэнд[нем.] в северной части района

## Достопримечательности Нидершёнхаузена
Герб Нидершёнхаузена свидетельствует об исторической причастности этого района к сельскохозяйственным работам, а дерево символизирует лесные богатства бывшего муниципалитета.

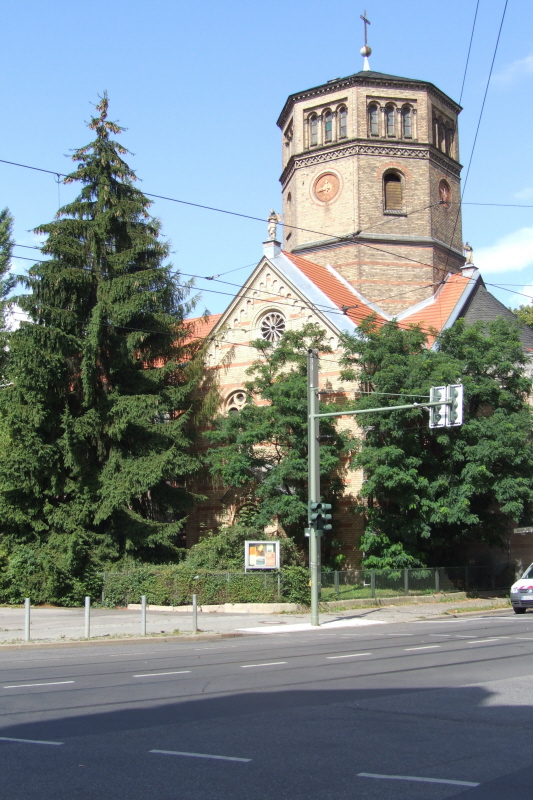
Фриденскирхе, фото 2006

К значительным строениям района относится бывшая сельская церковь Фриденскирхе (нем. Friedenskirche) на Оссетцкиплатц (нем. Ossietzkyplatz). Первоначально она была построена в XIV веке, затем в XVI веке перестраивалась, а в 1743 году к ней добавили башню. Но из-за обветшалости в 1869—1871 годы церковь пришлось разбирать и воссоздавать заново, при этом крепкие каменные блоки, валуны и булыжники были включены в новое здание церкви, а щебнем укрепили дно прилегающего деревенского пруда. На протяжении истории церковь неоднократно страдала от военных разрушений, но при последующем восстановлении приобретала что-то особенное: в 1926 году появился новый орга́н, после реставрации в 1964 году алтарная часть была украшена новым фризом.
Главной достопримечательностью района Нидершёнхаузен является Дворец Шёнхаузен в стиле барокко с дворцовым парком и протекающей здесь неширокой речкой Панке. Этот памятник архитектуры имеет непосредственное отношение к династии курфюрстов Бранденбурга, затем королей Пруссии. Кронпринц Фридрих II Великий (нем.  Friedrich der Große) (годы жизни 1712—1786) в качестве летней резиденции подарил дворец своей супруге — королеве Елизавете Кристине Брауншвейгской (нем. Elisabeth Christine von Braunschweig) (годы жизни 1715—1797), которая тратила много средств на уход за декоративным садом в стиле рококо.
|  |  |  |  |  |
|  |  |  |  |  |

В 1920 году дворец Шёнхаузен перешел в собственность государства. Во времена ГДР он был представительной резиденцией властей и местом для международных приёмов. После падения Берлинской стены и объединения Германии во дворце Шёнхаузен в 1994 году состоялся Учредительный конгресс Международного Дельфийского совета, принявший решение о проведении Международных Дельфийских игр нового времени.
В начале XXI века остро встал вопрос о необходимости капитальной реставрации, а в декабре 2009 года обновленный дворец Шёнхаузен вновь открылся для посетителей.
Район Нидершёнхаузен очень зелёный. Кроме дворцового парка (нем. Schloßpark), на территории района есть общественный Бюргерпарк (нем. Bürgerpark), народный парк Шёнхольцер-Хайде (нем. Volkspark Schönholzer Heide) и небольшой Брозепарк (нем. Brosepark), названный по имени банкира Кристиана Вильгельма Брозе (нем. Christian Wilhelm Brose) (годы жизни 1781—1870), среди друзей которого был знаменитый архитектор и художник Карл Шинкель.
|  |  |  |
|  |  |  |

|  |  |  |
|  |  |  |

Общественный Бюргерпарк площадью около 12-ти гектаров один из самых притягательных для публики в районе Нидершёнхаузен. Создававшийся в 1856 году как частный, этот парк с 1907 года перешел в муниципальную собственность. Бурные и трагические периоды истории Берлина его почти не затронули. Несмотря на смену режимов и идеологий, этот ландшафтный парк, спроектированный по английскому образцу, во все времена оставался цветущим любимцем садоводов и обычных посетителей.
Вход в Бюргерпарк, напоминающий итальянскую триумфальную арку, был построен в 1865 году, очередная его реставрация завершилась в 2007 году. Через Бюргерпарк тоже протекает речка Панке, есть в нём свой «живой уголок» — просторные клетки для павлинов, фазанов и других экзотических птиц, открытые вольеры для горных козлов, баранов, овец на холмистом участке парка.
Зелёные газоны парка оживляют произведения современных скульпторов на повседневные темы, например, бронзовая «Газель» (1958 год) скульптора Вальтера Зутковски или бронзовая группа «Занимающиеся гимнастикой мальчики» (1965 год), созданная скульптором Герхардом Роммелем (нем. Gerhard Rommel). В праздничные дни для семейных развлечений в Бюргерпарке устанавливают различные аттракционы. Отдыхающим предоставляются напрокат книги, настольные игры, столы и стулья. В саду с розами летом нередко устраиваются концерты.
|  |  |  |  |
|  |  |  |  |

В Бюргерпарке с 1974 года установлен подарок от Чехословакии к X Всемирному фестивалю молодёжи и студентов, проходившему в 1973 году в Берлине. Это — созданный скульптором Зденеком Немечеком (годы жизни 1931—1991) бронзовый горельеф чешского писателя-публициста, убеждённого антифашиста, деятеля Движения Сопротивления Юлиуса Фучика (годы жизни 1903—1943) с его словами из «Репортажа с петлей на шее»:
Люди, я любил вас, будьте бдительны!
Памятник Карлу фон Осецкому (годы жизни 1889—1938), немецкому журналисту, радикальному пацифисту, антифашисту и лауреату Нобелевской премии мира 1935 года установлен поблизости от дворцового парка на улице, названной в его честь Осецкиштрассе (нем. Ossietzkystraße).
Есть в Бюргерпарке также памятники и другим немецким известным личностям: писателю и общественному деятелю Генриху Манну (годы жизни 1871—1950); поэту, автору слов гимна ГДР, министру культуры ГДР Йоганнесу Бехеру (годы жизни 1891—1958).

### Шёнхольц
В микрорайоне Шёнхольц большой зеленый массив объединяет народный парк Шёнхольцер-Хайде и различные мемориальные захоронения.
Главной достопримечательностью народного парка Шёнхольцер-Хайде является Мемориал советским воинам в Панкове. 
|  |  |  |  |  |
|  |  |  |  |  |

Этот строго-торжественный комплекс, посвященный погибшим в боях за Берлин солдатам и офицерам , является крупнейшим советским мемориалом в Берлине по числу захороненных — более 13 000 человек. Был создан советскими архитекторами и скульпторами в 1947—1949 годах. Выполненная из светло-серого сиенита центральная скульптура мемориала — «Родина мать» по композиции перекликается с христианской пьетой.
Бронзовые горельефы на массивных пилонах из красного гранита отражают главную идею мемориала — идею борьбы со злом и скорби по погибшим.

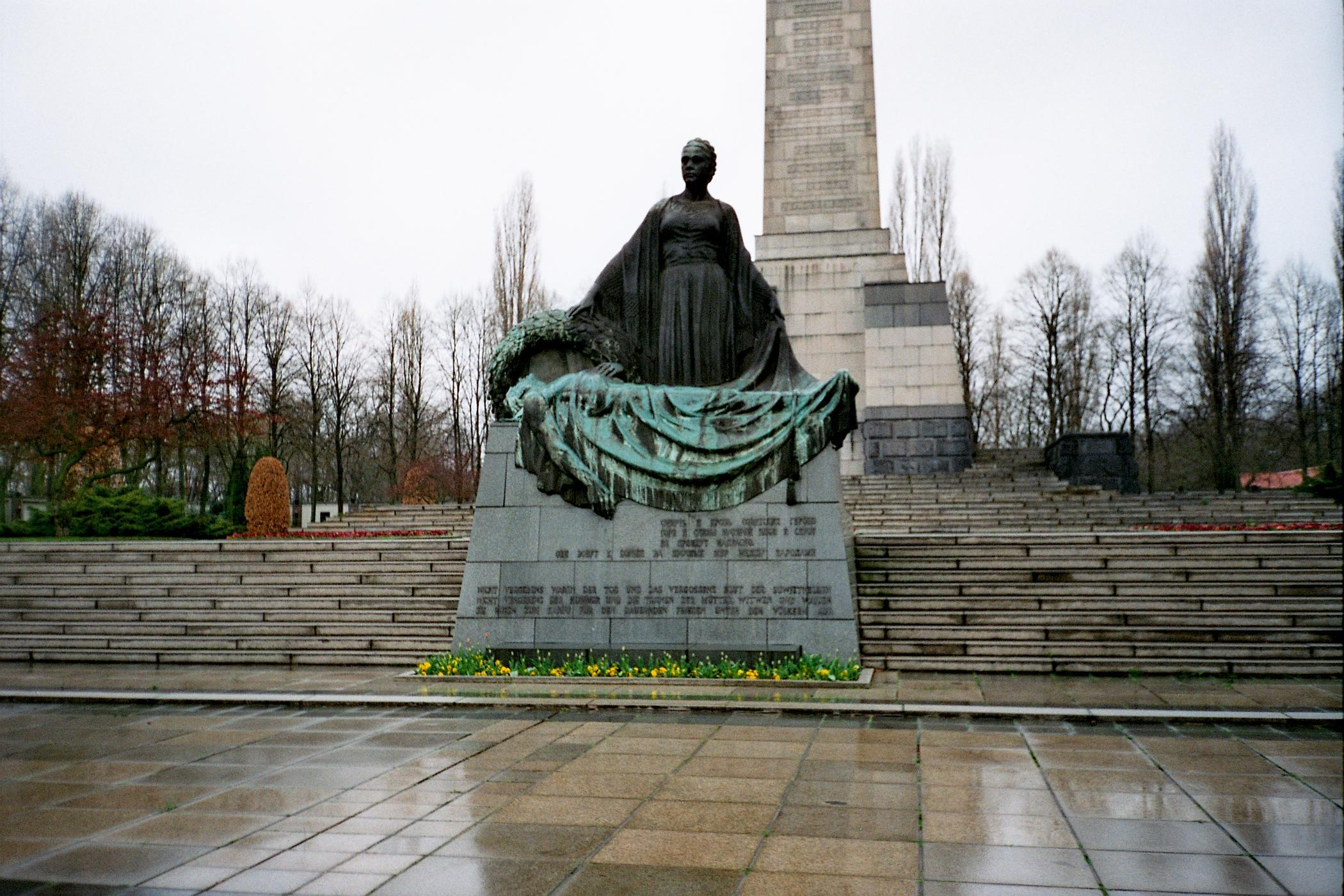
Статуя «Родина—мать

На утопающем в зелени старинном 3-м Панковском кладбище (нем. Friedhof Pankow III) похоронены известные в Германии представители науки и искусства, лауреаты национальных и международных премий, например: профессор филологии и древней истории, избранный первым президентом Академии наук ГДР Иоганнес Штрукс (1886—1954); участник Движения Сопротивления художник Макс Лингнер; актер, певец и кабаретист Эрнст Буш и многие другие.
В одном из зданий парка разместилось стрелковое общество, которое организует соревнования по стрельбе из лука и т. п. В весенне-летнее время здесь проходят разнообразные районные праздники. Фестиваль «Ракатак» (нем. Rakatak), привлекает любителей ударных инструментов не только из Берлина.

### Маяковскиринг
Названный в честь советского поэта микрорайон Маяковскиринг в послевоенные годы стал престижным. Здесь в бывших виллах жили представители руководства Восточного Берлина — Вальтер Ульбрихт, Эгон Кренц и другие. Для обычных людей вход на территорию этого, так называемого «городка», до 1973 года был закрыт.
Считается, что короткое проживание здесь писателя Ганса Фаллады (годы жизни 1893—1947) повлияло на сюжет его романа «Кошмар» (нем. Der Alpdruck), опубликованного посмертно. На доме, где в 1947 году скончался Ганс Фаллада — настоящее имя Рудольф Дитцен (нем. Rudolf Ditzen), есть мемориальная доска с пояснениями, что это было здание школы, переоборудованное под больницу. Улица, где находится этот дом, получила в честь писателя своё название Рудольф-Дитцен-вег (нем. Rudolf-Ditzen-Weg).
Рядом с дворцовым парком находится одно из зданий гимназии имени лауреата Нобелевской премии Макса Дельбрюка, а другое более старое здание, строившееся в 1908—1910 годы в стиле позднего Возрождения, расположено возле Брозепарка на Кукхофштрассе (Kuckhoffstraße). На примере этой гимназии можно познакомиться с разветвлёнными программами деятельности учащихся, не только на уроках, но и во внеучебное время.
|  |  |  |
|  |  |  |

### Нордэнд
К достопримечательностям микрорайона Нордэнд относится здание добровольной пожарной охраны Нидершёнхаузена, история которого прослеживается с 1897 года и напрямую связана с дворцом Шёнхаузен. Местные крестьяне и прислуга должны были в любой момент по сигналу колокола бросаться на помощь в случае возникавшей пожарной опасности, а уклонявшиеся наказывались штрафами. Сохранившееся с тех времён противопожарное оборудование экспонируется в музее истории и культуры (Меркишес-Музеум, нем. Märkisches Museum) земли Берлин.
Старинное трамвайное депо и стадион «Нордэндарена» (нем. Nordendarena) также входят в число достопримечательностей микрорайона.
Основанные около 1900 года три кладбища церковных общин из Пренцлауэр-Берга и из района Веддинг занимают обширную территорию с общей капеллой, проходами, окаймлёнными липами, и прилегающей рощей с захоронениями времён Первой мировой войны.
|  |  |  |
|  |  |  |

## Транспорт района
Настоящей «транспортной знаменитостью» этого района стала ироничная песня «Поезд особого назначения в Панков» (нем. Sonderzug nach Pankow) на мотив Чаттануга Чу-чу из кинофильма Серенада солнечной долины. Певец Удо Линденберг, исполняющий песню, в названии которой подразумевается резиденция властей ГДР во дворце Шёнхаузен, адресовал её лично Эриху Хонеккеру и даже получил опубликованное в прессе ответное послание.
Что касается реального общественного транспорта в этом районе Берлина, то к нему относятся маршруты автобусов 107, 150, 155, 250, а также линия M1 Берлинского трамвая (нем. Straßenbahn Berlin), связывающая Нидершёнхаузен с центром восточного Берлина.